# Kungnjo

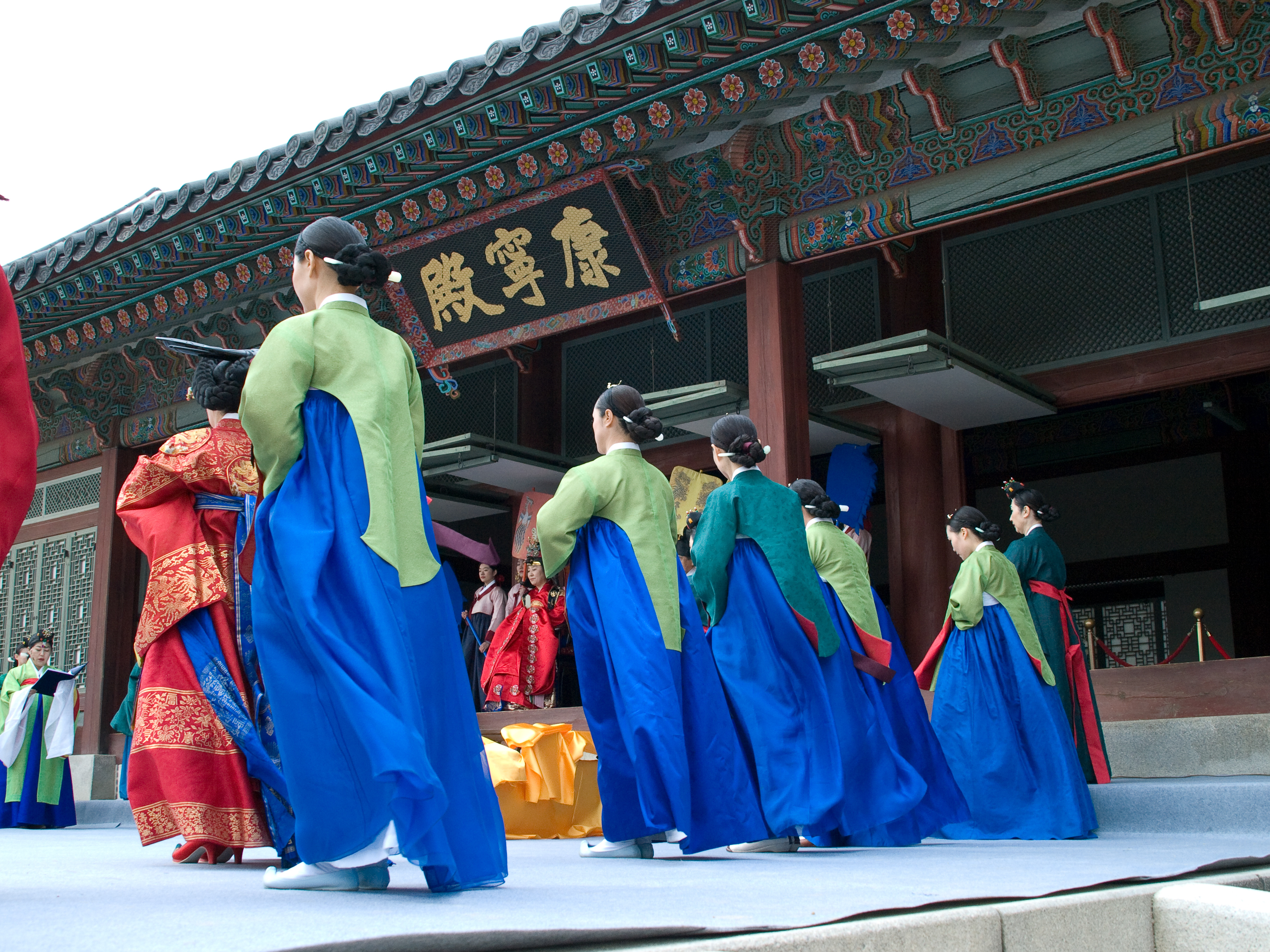
Kungnjo (Gungnyeo) modellek zöld felsőben és kék szoknyában

A Kungnjo (hangul: 궁녀, handzsa: 宮女, RR: Gungnyeo, ’palotahölgy’; ) olyan koreai nő, aki a hagyományos koreai társadalomban az uralkodót, és annak családját szolgálta. Eredetileg a kungdzsung jogvan (궁중여관, gungjung yeogwan) rövidítése, melynek jelentése: „a királyi udvar hölgytisztje”.
Észak-Koreában a Kim-család számára hasonló szolgáltatásokat végző csoport működik a mai napig Kippumdzso (Kippeumjo) néven.

## Történetük

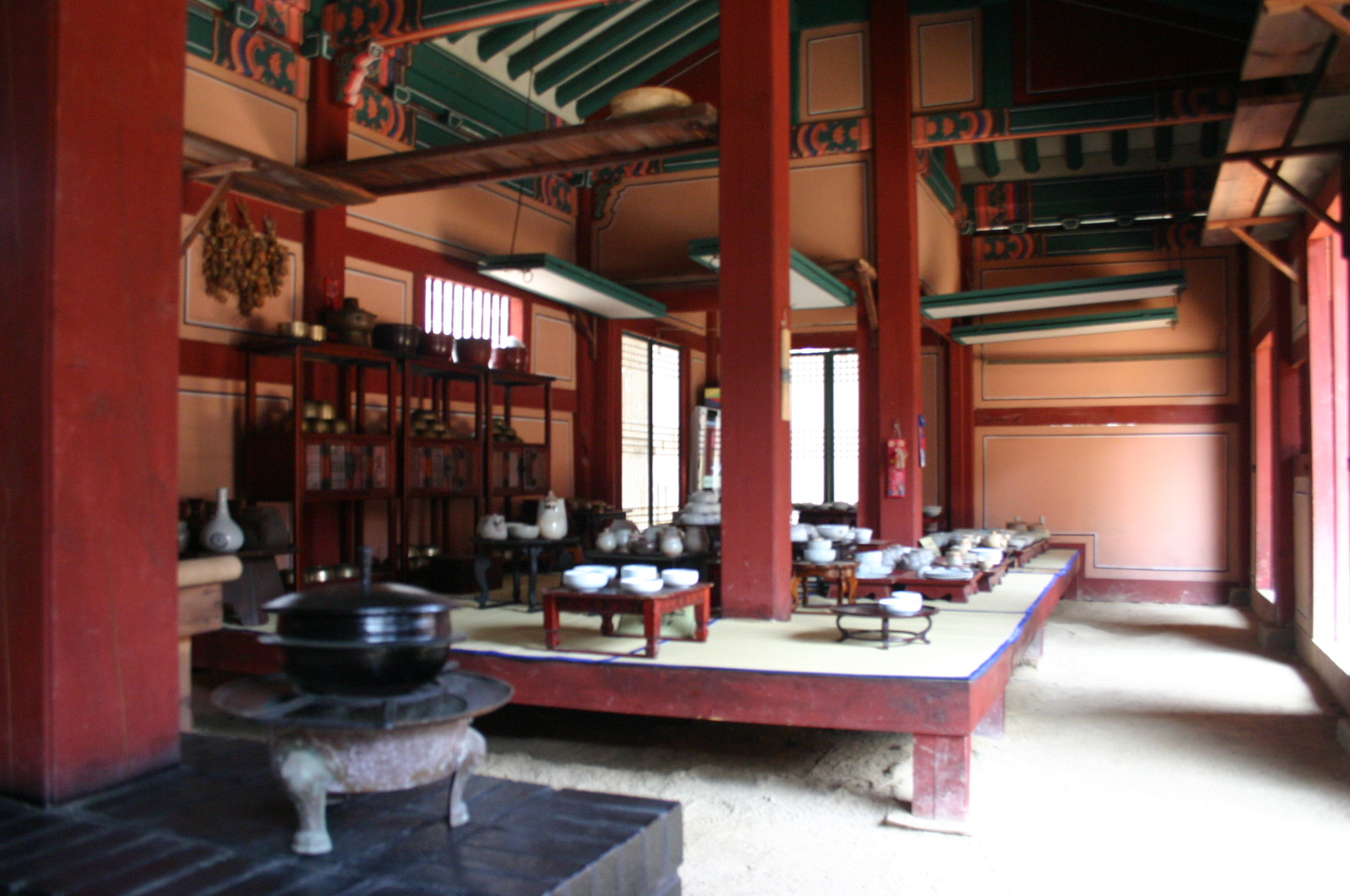
Királyi konyha modellezése a Tedzsanggum (Daejanggeum) hagyományőrző parkban

Habár az első feljegyzések visszanyúlnak 1392-ig, és korábban léteztek is már hasonló foglalkozású nők, a Kungnjó (Gungnyeo-)k hivatalos beiktatására 1428-ban került sor, Szedzsong (Sejong) koreai király által. Szedzsong (Sejong) két csoportra osztotta a nőket: negvan (내관; belső tisztek, naegwan) és a kunggvan (궁관; palotatisztek, gunggwan). Későbbiekben rögzítette ezeket a Kjongbuk tedzson (Gyeongguk daejeon)ban (Mindenre kiterjedő törvénykönyv).
A Korjo (Goryeo) időszakban nem tisztázták nagyon a kungnjó (gungnyeo-)k feladatkörét, és emiatt keveset is tudunk arról, hogy ebben az időszakban mikkel foglalkoztak, ezért ebben a korban szimplán „a királyi udvarban szolgáló nő”-ként maradtak fent. A dokumentumok szerint a társadalmi ranglétra alján helyezkedhettek el, például szolgák lányai, ágyasok, vagy megvetettek lehettek. Idzsong (Uijong) koreai király uralkodásának 22. évében több feladatkört hozott létre:
- 상궁 (尙宮, szanggung (sanggung); palota ügyeit intéző)
- 상침 (尙寢, szangcshim (sangchim); ágyazó)
- 상식 (尙食, szangsik (sangsik); szakácsnő)
- 상침 (尙針, szangcshim (sangchim); varrónő)

A joak (yeoak) névre hallgató zenésznők is a kungnjó (gungnyeo-)khoz tartoztak.

## Létszámuk
A kungnjo (gungnyeo-)k teljes létszámába nem csak a főpalotában lakó nők számítottak bele, hanem azok is, akik a csesza (jesa)palotában, és a többi palotákban laktak.
Számuk az idők során változott. Szongdzsong (Seongjong) koreai király idején (1469–1494) összesen 105, míg Kodzsong (Gojong) koreai császár idején összesen 480 kungnjo (gungnyeo) szolgált a palotában.
A legenda szerint Idzsa pekcsei király (Uija baekjei király)t 3000 kungnjo (gungnyeo) szolgálta.